# 2025年环法自行车赛
2025年环法自行车赛是第112届环法自行车赛，于2025年7月5日至27日进行，是2025年UCI世界巡回赛的第26场比赛。完整的线路图于2024年10月底正式公布，比赛全程都在法国境内进行，为后2019冠状病毒病疫情以来首次，比赛期间的总垂直高度将达到52500米, 起点位于法国北部的里尔，终点则位于巴黎香榭丽舍大街。
共有来自23支车队的184名选手参加此次比赛，其中18支车队为世界职业车队，2支车队凭借世界排名获得资格，另外3支车队则为外卡车队。最终来自阿聯酋航空XRG車隊的塔德伊·波加查以76小时32秒的成绩成功卫冕，这是他第四次获得环法总冠军、穿走「黃衫」，他同時穿上象徵登山點積分王的「紅點衫」。“第四次赢得环法自行车赛冠军，我简直无话可说。我已经连续六年登上领奖台了，这次感觉特别棒。能穿上这件黄色领骑衫，我感到无比自豪。”塔德伊·波加查采访时说。
另一边，来自维斯玛-Lease a Bike车队的喬納斯·溫格高以多达4分24秒的劣势，连续第二次获得环法总亚军“我对第13赛段的表现感到满意，可能是我有史以来最强的一场计时赛，”温格高接受访问时说道。他甚至在骑到终点前，超车了计时赛世界冠军埃菲内普尔（Remco Evenepoel），“但老实说，波加查就是更强，他值得这场胜利。恭喜他。”
总季军则由来自红牛-博拉-汉斯格雅车队的Florian Lipowitz获得，他与总冠军之间的差距多达11分钟。即便如此，这一成就任然意义非凡，利波维茨成为自2006年安德烈亚斯·克洛登 (Andreas Klöden) 之后，首位登上环法自行车赛总成绩领奖台的德国车手.
“这一直是我的梦想。我从未想过它会成真。在我第一次参加环法自行车赛就登上领奖台，这真是非常特别。”利波维茨说道,环法冠军波加查也对利波维茨赞不绝口：“我认为在未来的日子里和几年里，我们会看到他更多精彩的表现。”
| 比赛阶段 | 类型       | 起始和结束点                | 比赛日期              | 距离      | 赛段冠军          |
| -------- | ---------- | --------------------------- | --------------------- | --------- | ----------------- |
| 1        | 平坦       | 里尔—里尔                   | 2025年7月5日星期六    | 184.9公里 | 贾斯珀·菲利普森   |
| 2        | 丘陵       | 洛万普朗克—滨海布洛涅       | 2025年7月6日星期日    | 209.1公里 | 马修·范德普尔     |
| 3        | 平坦       | 瓦朗谢讷—敦刻尔克           | 2025年7月7日星期一    | 178.3公里 | 蒂姆·梅利尔       |
| 4        | 丘陵       | 亚眠—鲁昂                   | 2025年7月8日星期二    | 174.2公里 | 塔代伊·波加查     |
| 5        | 个人计时赛 | 卡昂—卡昂                   | 2025年7月9日星期三    | 33公里    | 雷姆科·埃费内普尔 |
| 6        | 丘陵       | 巴约—维尔诺曼底             | 2025年7月10日星期四   | 201.5公里 | 本·希利           |
| 7        | 丘陵       | 圣马洛—布列塔尼米尔         | 2025年7月11日星期五   | 197公里   | 塔代伊·波加查     |
| 8        | 平坦       | 大圣梅昂—拉瓦尔马耶纳       | 2025年7月12日星期六   | 171.4公里 | 乔纳森·米兰       |
| 9        | 平坦       | 希侬—沙托鲁                 | 2025年7月13日星期日   | 174.1公里 | 蒂姆·梅利尔       |
| 10       | 山地       | 埃讷扎—勒蒙多尔             | 2025年7月14日星期一   | 165.3公里 | 西蒙·耶茨         |
| -        | 休息日     | 图卢兹                      | 2025年7月15日星期二   | -         | -                 |
| 11       | 平坦       | 图卢兹—图卢兹               | 2025年7月16日星期三   | 156.8公里 | 乔纳斯·亚伯拉罕森 |
| 12       | 山地       | 欧什—欧塔坎姆               | 2025年7月17日星期四   | 180.6公里 | 塔代伊·波加查     |
| 13       | 个人计时赛 | 卢登维耶尔—佩拉古德         | 025年7月18日，星期五  | 10.9公里  | 塔代伊·波加查     |
| 14       | 山地       | 波城—超级巴涅尔             | 2025年7月19日星期六   | 182.6公里 | 蒂曼·阿伦斯曼     |
| 15       | 丘陵       | 穆雷—卡尔卡松               | 2025年7月20日星期日   | 169.3公里 | 蒂姆·韦伦斯       |
| -        | 休息日     | 蒙彼利埃                    | 2025年7月21日星期一   |           | -                 |
| 16       | 山地       | 蒙彼利埃—冯杜山             | 2025年7月22日星期二   | 171.5公里 | 帕雷·潘特         |
| 17       | 平坦       | 博莱纳—瓦朗斯               | 2025年7月23日星期三   | 160.4公里 | 乔纳森·米兰       |
| 18       | 山地       | 维镇—洛泽山口               | 2025年7月24日星期四   | 171.5公里 | 本·奥康纳         |
| 19       | 山地       | 阿尔贝维尔—拉普拉涅         | 2025年7月25日，星期五 | 93.1公里  | 蒂曼·阿伦斯曼     |
| 20       | 丘陵       | 南蒂阿—蓬塔利耶             | 2025年7月26日星期六   | 184.2公里 | 卡登·格罗夫斯     |
| 21       | 平坦       | 芒特拉维尔—巴黎香榭丽舍大街 | 2025年7月27日星期日   | 132.3公里 | 沃特 ·范阿尔特    |
| 合计     | 合计       | 里尔—巴黎香榭丽舍大街       |                       | 3320公里  |                   |